# Kristine Froseth
Kristine Frøseth (Summit, 21 settembre 1995) è una modella e attrice norvegese naturalizzata statunitense.

## Biografia
Frøseth nasce negli Stati Uniti da genitori norvegesi. La sua infanzia è stata molto difficile a causa del lavoro di suo padre che doveva spostarsi continuamente da Oslo al New Jersey.
Frøseth ha sfilato come modella per IMG Models nel New Jersey. Inoltre è stata modella di marchi come Armani, Juicy Couture, Miu Miu e H&M.
La sua carriera di attrice inizia quando un direttore di casting guardò le sue foto e le disse di fare un'audizione per l'adattamento cinematografico del romanzo di John Green, Looking for Alaska, ma l'adattamento cinematografico non è mai stato realizzato. Frøseth debutta come attrice con il film Rebel in the Rye di Danny Strong. Nel 2018 ha recitato in due film di Netflix, Sierra Burgess è una sfigata e Apostolo.
Nel 2019 è uno dei personaggi principali nella serie tv The Society di Netflix
Il 9 maggio 2018 è stato annunciato che Hulu avrebbe adattato il romanzo di John Green Looking for Alaska in una miniserie di 8 puntate. Il 30 ottobre 2018, John Green annunciò che Kristine Froseth avrebbe interpretato Alaska Young, uno dei personaggi principali.

## Filmografia

### Cinema
- Rebel in the Rye, regia di Danny Strong (2017)
- Sierra Burgess è una sfigata (Sierra Burgess Is a Loser), regia di Ian Samuels (2018)
- Apostolo (Apostle), regia di Gareth Evans (2018)
- Low Tide, regia di Kevin McMullin (2019)
- Prey, regia di Franck Khalfoun (2019)
- The Assistant, regia di Kitty Green (2019)
- Uccelli del paradiso (Birds of Paradise),regia di Sarah Adina Smith (2021)
- Sharp Stick, regia di Lena Dunham (2022)
- Oh, Canada - I tradimenti (Oh, Canada), regia di Paul Schrader (2024)

### Televisione
- Junior – serie TV, 10 episodi (2016)
- Let the Right One In – serie TV, episodio 1x01 (2017)
- La verità sul caso Harry Quebert (The Truth About the Harry Quebert Affair) – miniserie TV, 10 puntate (2018)
- The Society – serie TV (2019)
- Cercando Alaska (Looking for Alaska) – miniserie TV, 8 puntate (2019)
- The First Lady – serie TV, 5 episodi (2022)
- American Horror Stories – serie TV, episodio 2x01 (2022)
- The Buccaneers – serie TV, 8 episodi (2023)

## Video
- False Alarm di The Weeknd (2016)
- Killing Me To Love You di Vancouver Sleep Clinic (2016)
- Pretty Is short film (2017)

## Doppiatrici italiane
Nelle versioni in italiano delle opere in cui ha recitato, Kristine Frøseth è stata doppiata da: 
- Emanuela Ionica ne La verità sul caso Harry Quebert, Cercando Alaska, Oh Canada - I tradimenti
- Benedetta Ponticelli in The Society, The Buccaneers
- Rossa Caputo in Gli uccelli del paradiso
- Marta Filippi in Sierra Burgess è una sfigata
- Roisin Nicosia in Apostolo
- Margherita De Risi in The First Lady
- Giorgia Locuratolo in American Horror Stories[5]